# Hypsosinga
Hypsosinga Ausserer, 1871 è un genere appartenente alla famiglia Araneidae.

## Etimologia
Il nome deriva probabilmente dal greco ὕψος, hypsos, cioè cima, sommità e dall'indonesiano singa, cioè leone, per l'aggressività.

## Distribuzione
Le 16 specie oggi note di questo genere sono state rinvenute in America settentrionale, Africa, Europa e Asia.

## Tassonomia
Da alcuni autori è considerato sinonimo di Singa C. L. Koch, 1836; per la corretta grafia, da riscontrare il lavoro dell'aracnologo Levi (1972a).
Dal 2012 non sono stati esaminati esemplari di questo genere.
A dicembre 2013, si compone di 16 specie e tre sottospecie:
1. Hypsosinga alberta Levi, 1972 - Russia, Canada
2. Hypsosinga alboria Yin et al., 1990 - Cina
3. Hypsosinga albovittata (Westring, 1851) - Europa, Africa settentrionale, Russia, Ucraina
4. Hypsosinga clax Oliger, 1993 - Russia
5. Hypsosinga funebris (Keyserling, 1892) - USA, Canada
6. Hypsosinga groenlandica Simon, 1889 - USA, Canada, Groenlandia
7. Hypsosinga heri (Hahn, 1831) - regione paleartica
8. Hypsosinga kazachstanica Ponomarev, 2007 - Kazakistan
9. Hypsosinga lithyphantoides Caporiacco, 1947 - Uganda, Kenya
Hypsosinga lithyphantoides dealbata Caporiacco, 1949 - Kenya
10. Hypsosinga pygmaea (Sundevall, 1831) - regione olartica
Hypsosinga pygmaea nigra (Simon, 1909) - Vietnam
Hypsosinga pygmaea nigriceps (Kulczyński, 1903) - Turchia
11. Hypsosinga rubens (Hentz, 1847) - USA, Canada
12. Hypsosinga sanguinea (C. L. Koch, 1844)[2] - regione paleartica
13. Hypsosinga taprobanica (Simon, 1895) - Sri Lanka
14. Hypsosinga turkmenica Bakhvalov, 1978 - Turkmenistan
15. Hypsosinga vaulogeri (Simon, 1909) - Vietnam
16. Hypsosinga wanica Song, Qian & Gao, 1996 - Cina